# Salles-sur-Garonne
Salles-sur-Garonne è un comune francese di 520 abitanti situato nel dipartimento dell'Alta Garonna nella regione dell'Occitania.

## Società

### Evoluzione demografica
Abitanti censiti